# Base Erosion and Profit Shifting
Base Erosion and Profit Shifting (BEPS) är ett förslag till åtgärdsplan, framlagt av OECD (Organisation for Economic Cooperation and Development) i februari 2013, med  syfte att förhindra att länders skattebaser eroderas genom att internationella bolag utnyttjar olika länders nationella skattelagstiftningar och därmed kan allokera intäkter och kostnader till länder med låg eller ingen beskattning alls.
Åtgärdsförslaget lades fram på förfrågan av G20-länderna och det godkändes av G20-ländernas finansministrar under deras möte i Moskva i juli 2013.
För att motverka att de olika nationella lagstiftningarna, i ett internationellt sammanhang, öppnar för skatteplanering föreslår OECD en åtgärdsplan med 15 fokusområden, vilka OECD har identifierat som särskilt problematiska.

## Fokusområden
De 15 fokusområdena är:
- Digital ekonomi – identifiera de huvudsakliga problem som uppstår ur en internationell synvinkel och utveckla instrument för att hantera dessa problem
- Hybridinstrument – utveckla regler i OECD:s modellavtal och rekommendationer avseende införande av nationella regler, som syftar till att neutralisera effekten av hybridinstrument och hybridbolag
- CFC-lagstiftning – utveckla rekommendationer avseende skärpta CFC regler
- Ränteavdrag och andra finansiella transaktioner – utveckla rekommendationer avseende utformningen av regler i syfta att undvika erodering av skattebasen genom ränteavdrag och genom andra finansiella transaktioner
- Transparens för att undvika olämplig skatteplanering – Förbättra genomsynen genom att t.ex. införa utbyte av aktuella skatterättsliga domstolsavgörande mellan länder
- Förhindra missbruk av skatteavtalen – utveckla modellavtalets regler och rekommendationer för att undvika att avtalsfördelar medges i inte avsedda fall.
- Fast driftställe – utveckla definitionen av fast driftställe i syfta att förhindra konstlade upplägg för att undvika fast driftställe
- Immateriella rättigheter – utveckla regler för hur immateriella tillgångar får allokeras mellan bolag med intressegemenskap
- Risk och kapital  - utveckla regler för hur finansiell risk och kapital får allokeras mellan bolag i intressegemenskap
- Andra högrisktransaktioner – utveckla regler för transaktioner, som sällan eller aldrig skulle företas mellan externa parter
- Fastställa metoder för att samla och analysera information avseende BEPS-transaktioner
- Upplysningsskyldighet - utveckla obligatoriska regler och rekommendationer om att skattesubjekt måste öppet upplysa om aggressiva skatteplaneringsstrukturer
- Internprissättningsdokumentation – utveckla regler avseende internprissättningsdokumentation i syfte att förbättra genomsynen för skatteadministrationer
- Utveckla instrument för att överkomma problem vid skatteavtalstvister samt att effektivisera processen
- Utveckla ett multilateralt instrument som ska underlätta förändringar i de redan befintliga bilaterala skatteavtalen

Avsikten är att åtgärdsplanen ska vara klara att användas inom 18-24 månader.

### Fotnoter
1. ↑  ”Adressing Base Erosion and Profit Shifting”. OECD. 12 februari 2013. https://www.oecd.org/content/dam/oecd/en/publications/reports/2013/02/addressing-base-erosion-and-profit-shifting_g1g2a9bc/9789264192744-en.pdf. Läst 29 november 2013.
2. ↑  ”BEPS Action Plan”. OECD. 19 juli 2013. http://www.oecd.org/ctp/BEPSActionPlan.pdf. Läst 29 november 2013.
3. ↑  ”Tax transparancy och BEPS”. KPMG. 29 november 2013. Arkiverad från originalet den 3 december 2013. https://web.archive.org/web/20131203023424/http://www.kpmg.com/SE/sv/tjanster/Skatt/Sidor/Tax-Transparency-och-BEPS-(Base-Erosion-and-Profit-Shifting).aspx. Läst 29 november 2013.